# Rhachidelus brazili
Rhachidelus brazili (бразильська змія-птахоїд) — вид змій родини полозових (Colubridae). Мешкає в Південній Америці. Вид названий на честь бризьського герпетолога Вітала Бразіла. Це єдиний представник монотипового роду Rhachidelus.

## Поширення й екологія
Бразильські змії-птахоїди поширені на сході Бразилії, на південному сході Парагваю та в провінції Місьйонес на північному сході Аргентини. Вони живуть у саванах серрадо і атлантичних лісах. Живляться переважно пташиними яйцями.